# Gabriela Nicolaescu
Gabriela Nicolaescu (cunoscută și ca Gabriela Moldovan sau Gabriela Bubă, n. 21 iulie 1951, Oar, județul Satu Mare) este o artistă plastică română, creatoare de costume de teatru și film. A fost soția regizorului Sergiu Nicolaescu, realizând costumele actorilor din filmele realizate de acesta în anii '80 ai secolului al XX-lea precum Duelul (1981), Întîlnirea (1982), Cucerirea Angliei (1982), Viraj periculos (1983), Ringul (1984), Ciuleandra (1985), Noi, cei din linia întâi (1986), François Villon – Poetul vagabond (1987), Mircea (1989) și Coroana de foc (1990).

## Biografie
S-a născut la 21 iulie 1951, în satul Oar din județul Satu Mare, având inițial numele de Gabriela Moldovan. Ea a absolvit Institutul de Arte Plastice „Nicolae Grigorescu” din București, secția Grafică, în anul 1976 și s-a căsătorit cu pictorul  Adrian Bubă, fost coleg de facultate și curator la Muzeul Național de Artă al României. Cei doi soți au divorțat, iar Adrian Bubă a emigrat în Franța în 1981. Ea a participat cu lucrări de grafică la expoziții personale organizate la Satu Mare, București, Berlin, Roma, Paris, Bad Segeberg - Germania, Cluj Napoca și Constanța, precum și la expoziții colective în țară și peste hotare.

Gabriela Bubă a debutat ca pictoriță de costume la filmul Duelul (1981), colaborând atunci pentru prima oară cu regizorul Sergiu Nicolaescu. Creatoarea de costume și regizorul s-au îndrăgostit unul de celălalt și s-au căsătorit în 1983, între ei fiind o diferență de vârstă de 21 de ani. Gabriela Nicolaescu a afirmat următoarele despre modul în care s-a cunoscut cu regizorul: „Ne-am întâlnit la pregătirile pentru primul meu film, «Duelul». Era 1980. Atunci am debutat. Am fost asistentă, apoi m-am ocupat de costume, ca pictor de costume. M-am îndrăgostit foarte tare și l-am urmat peste tot. Am făcut parte din echipa de lucru la toate filmele lui. A fost o iubire sinceră și frumoasă din partea mea”. Gabriela Nicolaescu a realizat costumele din marea majoritate a filmelor lui Sergiu Nicolaescu din anii '80 ai secolului al XX-lea, colaborând totuși și cu alți regizori precum Gheorghe Vitanidis și Mircea Daneliuc. Ea a lucrat în anii 1991-1993 ca scenograf la Teatrul de Nord din Satu Mare. 
Gabriela și Sergiu Nicolaescu au divorțat în 1993, iar scenografa și-a păstrat numele. Ea a emigrat în același an în SUA, obținând ulterior și cetățenia americană. Acolo a realizat costumele la filmul The Taste of Heaven (1995) regizat de Tony Gerber, precum și decorul și costumele pentru 11 piese de teatru reprezentate în perioada 1995-2001 la Common Basis Theatre din New York. A fost distinsă în 1994 cu diploma de merit a revistei Manhattan Art International din New York.
Gabriela Nicolaescu este membru al United Scenic Artists din New York, Chicago și Los Angeles, al Uniunii Artiștilor Plastici din București și al Uniunii Cineaștilor din România.

## Filmografie

### Creatoare de costume
- Duelul (1981)
- Întîlnirea (1982)
- Cucerirea Angliei (1982) - costumele militare
- Viraj periculos (1983)
- Ringul (1984)
- Ciuleandra (1985)
- Noi, cei din linia întâi (1986)
- François Villon – Poetul vagabond (1987) - în colaborare cu Hortensia Georgescu
- În fiecare zi mi-e dor de tine (1988)
- Mircea (1989)
- Coroana de foc (1990)
- Abel în pădure (1992)
- Această lehamite (1994)
- Legiunea Străină (2008)
- Marilena (2008)

## Premii
Creatoarea de costume Gabriela Nicolaescu a obținut Premiul pentru scenografie al Asociației Cineaștilor din România (ACIN) (1989) pentru costumele realizate la filmul François Villon – Poetul vagabond.